# Algar de Palància
Pour les articles homonymes, voir Algar (homonymie).
Algar de Palància (nom en valencien, officiel depuis le 24 mars 2023 ; en castillan : Algar de Palancia) (parfois appelé Algar), est une commune d'Espagne de la province de Valence dans la Communauté valencienne. Elle est située dans la comarque du Camp de Morvedre et dans la zone à prédominance linguistique valencienne.

## Géographie

Localisation d'Algar de Palància
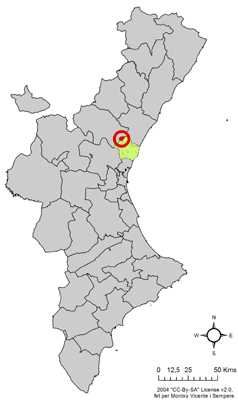
dans la Communauté valencienne.
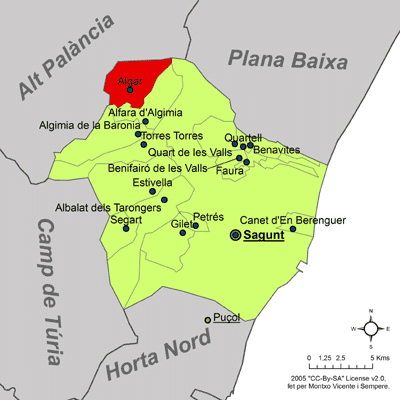
dans la comarque du Camp de Morvedre.